# Dearborn (Missouri)
Dearborn è un comune degli Stati Uniti d'America, situato nello Stato del Missouri, diviso tra la contea di Buchanan e la contea di Platte.